# International Federation of Women's Hockey Associations
De International Federation of Women's Hockey Associations (IFWHA) was een internationale federatie van hockeybonden voor vrouwen. 
De federatie werd in 1927 opgericht door Australië, Denemarken, Engeland, Ierse Vrijstaat, Schotland, Verenigde Staten, Wales en Zuid-Afrika. Het doel was om de belangen van het vrouwenhockey wereldwijd te beschermen, vriendschappelijke communicatie tussen vrouwelijke spelers te promoten en te werken aan uniformering van de spelregels.
De eerste driejaarlijkse conferentie had plaats in 1930 in Genève. Er werden vriendschappelijke wedstrijden gespeeld. Volgende conferenties, wereldwijd gehouden, gingen vergezeld van een toernooi.
In 1971 organiseerde de IFWHA voor het eerst een wereldkampioenschap hockey voor vrouwen. Ze deed dat opnieuw in 1975 en 1979. In 1981 en 1983 organiseerde het samen met de Fédération Internationale de Hockey (FIH) het wereldkampioenschap. De FIH had eerder in 1972, 1974, 1976 en 1978 ook een wereldkampioenschap voor vrouwen georganiseerd.
In 1982 ging de IFWHA samen met de FIH en verder als de FIH. In 1983 organiseerde de IFWHA zijn dertiende en laatste conferentie.